# Yekaterina Lobysheva
Yekaterina Alexandrovna Lobysheva (em russo:  Александровна Лобышева Екатерина; Kolomna, 13 de março de 1985) é uma patinadora de velocidade russa, que ganhou uma medalha de bronze com a equipe feminina nos Jogos Olímpicos de Inverno de 2006 e 2014. 
Ela é especializada nas distâncias de 1000 m, 1500 m, e perseguição por equipes.